# سيل

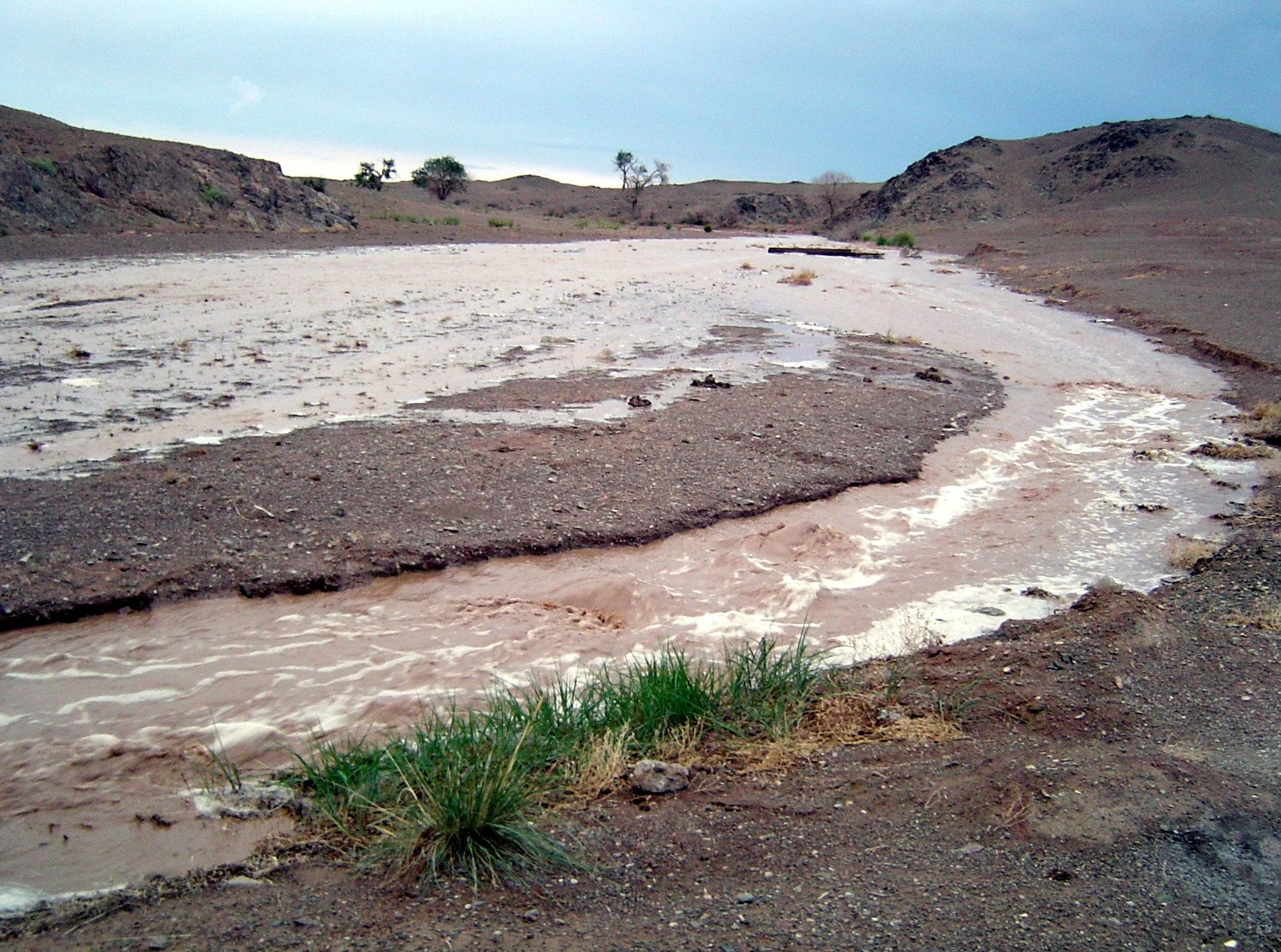

السيل أو الفيضان الخاطف (الجمع: سُيُول) هو الماءُ الكثيرُ السائل الناتج من تساقط ماء المطر فوق سطح الأرض. غالباً ما تحدث السيول في المناطق الجبلية و الوديان ومناطق الأودية، ويجري بسرعات كبيرة.